# Roberto Octavio González Nieves
Roberto Octavio González Nieves OFM (Elizabeth, 2 de junho de 1950) é um ministro católico romano americano e arcebispo de San Juan de Puerto Rico.
Roberto Octavio González Nieves ingressou na ordem franciscana e fez sua profissão em 25 de agosto de 1973. O ex-bispo de San Miguel, Lorenzo Michele Joseph Graziano OFM, o ordenou sacerdote em 8 de maio de 1977.
Em 19 de julho de 1988, o Papa João Paulo II o nomeou bispo auxiliar em Boston e bispo titular de Ursona. O arcebispo de Boston, Bernard Francis Law, deu-lhe a consagração episcopal em 3 de outubro do mesmo ano; Os co-consagradores foram o Cardeal John Joseph O'Connor, Arcebispo de Nova York, e o Cardeal Luis Aponte Martínez, Arcebispo de San Juan de Puerto Rico.
Em 16 de maio de 1995, Roberto González Nieves foi nomeado Bispo Coadjutor de Corpus Christi e foi empossado em 26 de junho do mesmo ano. Após a renúncia de René Henry Gracidas, ele o sucedeu em 1º de abril de 1997 como Bispo de Corpus Christi. Até 1999 foi presidente do Comitê Episcopal da Igreja na América Latina da Conferência Nacional dos Bispos Católicos dos Estados Unidos (NCCB).
Em 26 de março de 1999, Roberto González Nieves foi nomeado Arcebispo de San Juan de Puerto Rico e foi empossado em 8 de maio do mesmo ano. De 1999 a 2003 foi membro do conselho do Conselho Episcopal Latino-Americano (CELAM) e presidiu seu conselho financeiro (Comité Económico).